# Kolos (obraz Francisca Goi)
Kolos znany też jako Olbrzym lub Panika (hiszp. El coloso) – obraz olejny autorstwa hiszpańskiego malarza Francisca Goi powstały około 1808–1812 lub 1818–1825.
Interpretacja tego enigmatycznego dzieła, które przedstawia siejącego panikę olbrzyma, stała się wyzwaniem dla krytyków sztuki. Analizowano je biorąc pod uwagę tło historyczne, źródła literackie epoki oraz zainteresowanie Goi postacią olbrzyma. Zupełnie odmienne, a często nawet przeciwstawne interpretacje tego dzieła wydają się równie trafne. W większości interpretacji proponowanych dla tego obrazu, zwłaszcza dla samej postaci olbrzyma, dominuje idea, że jest on alegorią okropności wojny; wizją terroru i chaosu, które niesie ze sobą konflikt zbrojny. Obraz stał się emblematycznym dziełem hiszpańskiej wojny niepodległościowej i prawdopodobnie powstał w okresie jej trwania.
Od 1931 obraz znajduje się w zbiorach Muzeum Prado. Od 2008 roku autorstwo Goi było otwarcie kwestionowane przez niektórych historyków sztuki związanych z Muzeum Prado. Wywołana przez madryckie muzeum debata o międzynarodowym zasięgu podzieliła znawców Goi i wywołała antagonistyczne reakcje. Prado skatalogowało obraz jako dzieło naśladowcy malarza, jednak w 2021 przywróciło atrybucję Goi.

## Okoliczności powstania
Data powstania obrazu nie jest znana, najprawdopodobniej został namalowany w czasie hiszpańskiej wojny niepodległościowej toczonej w latach 1808–1814. Został wymieniony jako pozycja nr 18 w inwentarzu dzieł Goi sporządzonym przez artystę i jego syna w 1812 po śmierci żony malarza, Josefy Bayeu. Data ta określa jednocześnie terminus ante quem powstania obrazu. Znak „X. 18” (X oznaczał dzieła, które po podziale majątku przypadły Javierowi Goi) jest widoczny w lewym dolnym rogu na starszych fotografiach obrazu, np. tej z 1930 roku, kiedy włączono go do kolekcji Prado. Oprócz tytułu Olbrzym (hiszp. Un gigante), inwentarz nie zawiera innych opisujących go szczegółów.
W tym okresie europejska scena polityczna była zdominowana przez militarne podboje Napoleona Bonapartego. Ponieważ Hiszpania kontrolowała dostęp do Morza Śródziemnego, stała się strategicznym celem dla Francji. Panujący w Hiszpanii Karol IV był na arenie międzynarodowej postrzegany jako nieudolny władca, a jego pozycja była zagrożona przez probrytyjskiego następcę, księcia Ferdynanda. Napoleon wykorzystał naiwność Karola IV i zaproponował wspólny podbój i rozbiór terytorium Portugalii, podczas gdy prawdziwym celem było wprowadzenie wojsk francuskich na teren Hiszpanii i przejęcie władzy w kraju. Pod pozorem wzmocnienia hiszpańskiej armii 23 000 francuskich żołnierzy wkroczyło do Hiszpanii w listopadzie 1807. Karol IV został zmuszony do abdykacji na rzecz syna. Ferdynand VII objął tron licząc na protekcję Napoleona, ale ten zmusił Burbonów do opuszczenia kraju i rezygnacji z tronu na rzecz swojego brata Józefa.

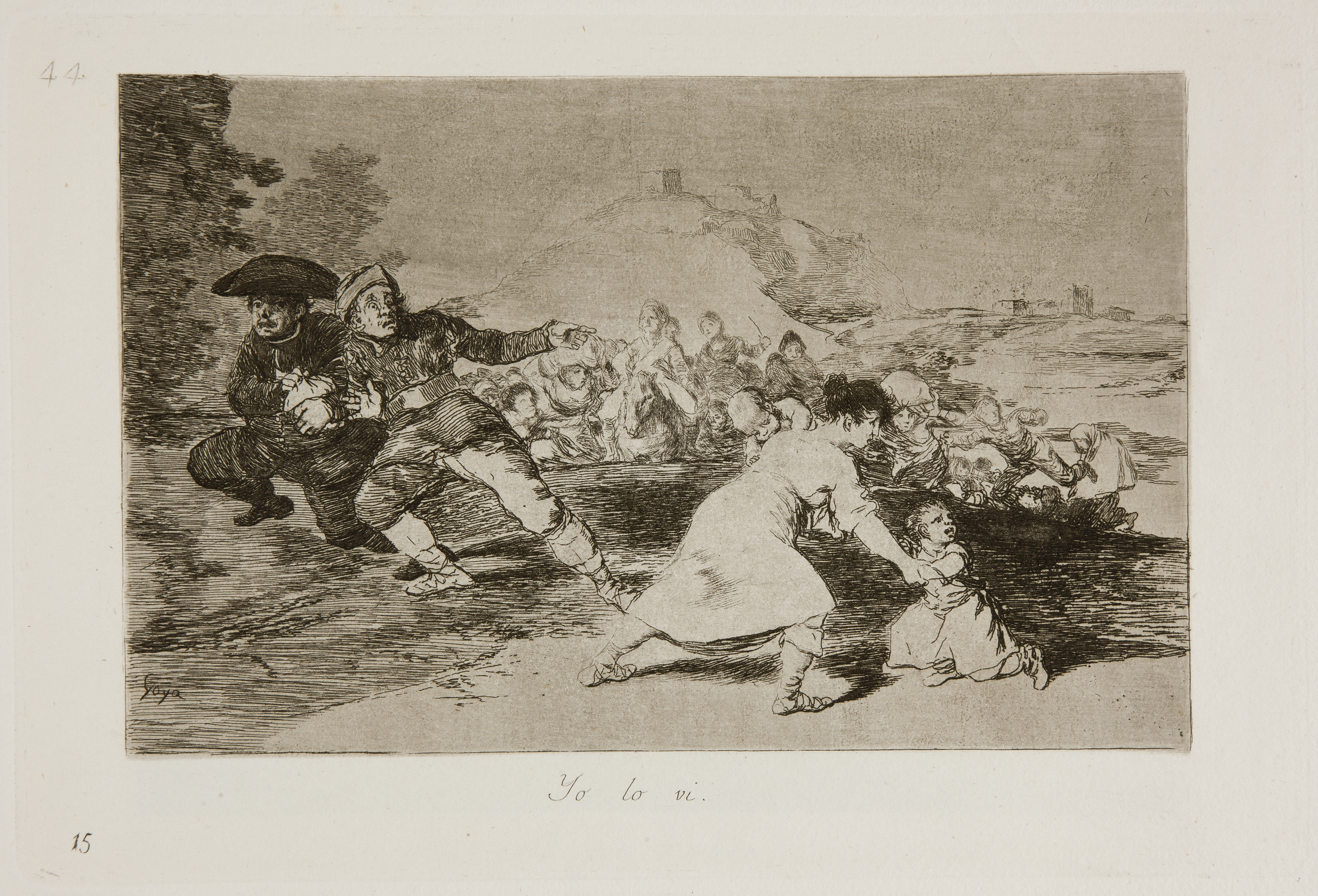
Okropności wojny, rycina nr 44 Ja to widziałem

Wojska Napoleona najechały Hiszpanię i dopuszczały się wszelkiego rodzaju zbrodni. Masakry, zniszczenia i grabieże zostały przez Goyę zilustrowane na rycinach Okropności wojny. Malarz był świadkiem brutalnego podporządkowania hiszpańskiej ludności przez francuskie wojsko, świadczy o tym komentarz do ryciny nr 44 Ja to widziałem. Kolos często uznawany jest za symbol tej wojny i hiszpańskiego oporu.
Podobnie jak inni hiszpańscy liberałowie Goya znalazł się w trudnej sytuacji w obliczu francuskiej inwazji. Początkowo wspierał ideały francuskiej rewolucji wierząc, że oświeceniowe idee uwolnią Hiszpanię od feudalizmu i zaszczepią w niej demokrację. Jednak kultura Goi i jego przynależność do kręgu oświeconych reformatorów zwróciły się przeciwko niemu. Napiętnowany jako afrancesado (sfrancuziały), podejrzany o zdradę, bezradnie obserwował upadek swojej ojczyzny i osobistych przekonań. Możliwe, że przeżywał kryzys tożsamości, co wraz z izolacją spowodowaną głuchotą wpłynęło na ostatnią fazę jego twórczości: gorzką, pesymistyczną i mroczną. Strach i niechęć do Ferdynanda VII przyczyniły się do jego odejścia z dworu i późniejszej emigracji do Francji.

## Opis obrazu

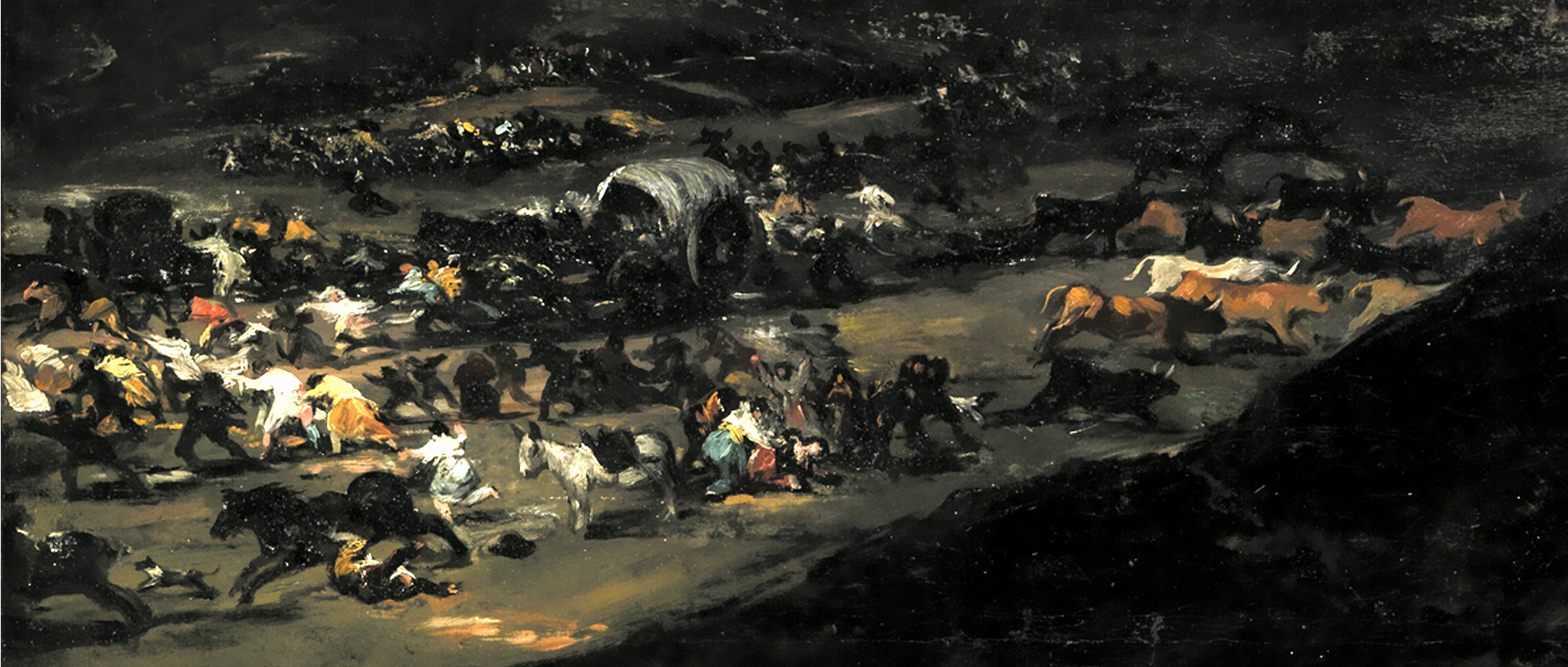
Fragment Kolosa: panika ludzi i zwierząt uciekających przed olbrzymem

Na kompozycję obrazu składają się trzy plany: pierwszy to ciemne niebo, na którego tle widać głowę olbrzyma, drugi to jaśniejsza środkowa część z błękitno-różowym niebem i chmurami spowijającymi jego korpus, a trzeci to znajdująca się w dole obrazu dolina z uciekającymi ludźmi. Chmury lub mgła stanowią przejście między fantastyczną a realistyczną częścią obrazu. Kompozycja ma wiele kierunków, co dodatkowo podkreśla przedstawiony chaos i panikę. Centralna część obrazu przedstawia sylwetkę potężnego olbrzyma, który otoczony chmurami wyłania się znad gór. Nagi olbrzym kroczy odwrócony plecami do doliny, ze wzniesioną w gniewie pięścią i zamkniętymi oczyma, przez co wydaje się przyjmować groźną, waleczną posturę. Padają na niego promienie słońca, które wznosi się za górami otaczającymi doliny. Z majestatycznym i groźnym olbrzymem kontrastuje tłum maleńkich postaci rozproszonych w ciemnej dolinie, to ludzie i zwierzęta w panice uciekają przed kolosem, rozbiegając się w różnych kierunkach. Ludzie uciekają w jedną stronę (w kierunku lewego dolnego rogu obrazu, niemal wylewając się z jego ram), a przestraszone bydło w drugą. Jedynie osioł osłupiały stoi w miejscu, co może oznaczać kompletny brak zrozumienia dla wojny. Nacisk położony jest na kwestie emocjonalne – wszechobecny strach, panikę oraz chaotyczną ucieczkę – co wpisuje się w estetykę preromantyzmu.

## Interpretacja

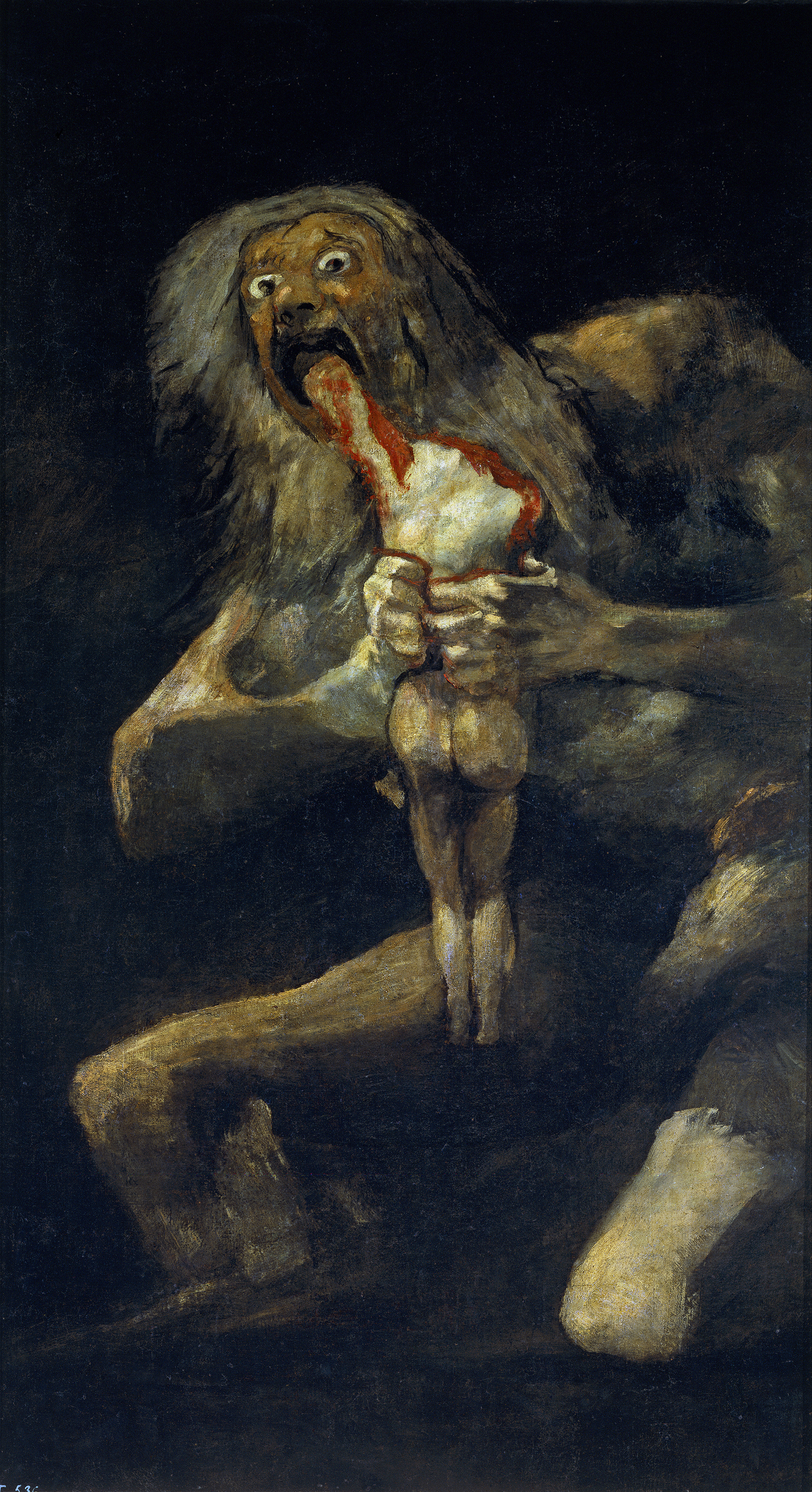
Saturn pożerający własne dzieci, jeden z czarnych obrazów Goi (1819–1823)

Jakakolwiek jest jego interpretacja, Kolos jest dziełem przełomowym, w którym alegoria nie ma charakteru upamiętniającego. We wcześniejszych dziełach Goi przedstawianym symbolem była praca, historia czy inne idee np. Alegoria Madrytu, Hiszpania, Czas i Historia. Kolos uosabia współczesne wydarzenia i obawy, przepełniony emocjami i nawiązaniem do kondycji ludzkiej. Możliwe, że Kolos stanowił parę z zaginionym obrazem Orzeł o zbliżonych wymiarach, który również łączył elementy alegoryczne i naturalistyczne.
Nigel Glendinning uważa, że olbrzym uosabia obrońcę i protektora Hiszpanii. Jego interpretacja, szeroko akceptowana przez współczesnych historyków, opiera się na założeniu, że Goya znał opublikowany w 1810 roku patriotyczny wiersz Juana Bautisty Arriazy pt. Proroctwo Pirenejów. W wersach 25–36 wiersza mowa jest o olbrzymie symbolizującym naród hiszpański powstającym znad Pirenejów – łańcucha górskiego rozgraniczającego Hiszpanię i Francję – aby oprzeć się inwazji napoleońskiej i uratować królestwo Hiszpanii. Podobnie jak w wierszu Bautisty Arriazy, także na obrazie, w przytłumionym świetle sugerującym zmierzch wyróżniają się chmury, które opasają olbrzyma. Kolos zmierza do walki sam, bez broni, jedynie z gołymi pięściami, co wskazuje na heroiczny charakter hiszpańskiego oporu. Trudno jest interpretować kierunek, w którym się udaje (jeśli przyjąć, że się w ogóle porusza). Nie wydaje się ścigać uciekających ludzi, odwraca się do nich plecami, zwracając się ku niewidzialnemu wrogowi. Możliwe, że pejzaż górski ukrywa nadciągające z drugiej strony obce wojska.
Alegoryczna postać nagiego olbrzyma była dobrze znana hiszpańskiej publiczności z literatury, pojawia się w dziełach Manuela José Quintany (1772–1857), Cristóbala de Beñi (1777–1833) i Francisca Martíneza de la Rosy (1787–1862). Już wcześniej olbrzym symbolizował zaciekłość i odwagę narodu hiszpańskiego w obliczu najazdów Gotów lub Maurów. W dziełach z czasów wojny niepodległościowej przedstawiał wielkich dowódców, którym udało się pokonać wrogów Hiszpanii w heroicznych bitwach z przeszłości. Takie alegorie obfitowały w popularnych patriotycznych wierszach wydanych ok. 1808 roku. W hiszpańskiej tradycji olbrzym jest wyobrażeniem mitologicznego Saturna, którego uważano za ojca artystów, odpowiedzialnego za ich melancholijny charakter.
Inną możliwą interpretacją jest przedstawienie w postaci olbrzyma króla Ferdynanda VII, wskazujące na ignorancję i brak kompetencji władcy. Góry podkreślają jego wyniosłość, a nieruchomy osioł symbolizuje popadłą w zastój arystokrację wspierającą monarchię absolutną. Być może to nawet sama Hiszpania, która wycofuje się i odwraca od swojej przyszłości, wyczerpana walką i strachem przed postępem, który pochodzi z zewnątrz i który jest również przyczyną jej własnej śmierci.
Olbrzym może także symbolizować Napoleona, przed którym Hiszpanie uciekają w panice. Uosabiano go także z mitycznym Herkulesem, który w hiszpańskiej tradycji jest symbolem monarchii, a na obrazie jest wyrazem siły i oporu wobec inwazji. Kolosem nazywano także w pejoratywnym znaczeniu wpływowego polityka Manuela Godoya oraz Inkwizycję.

## Technika

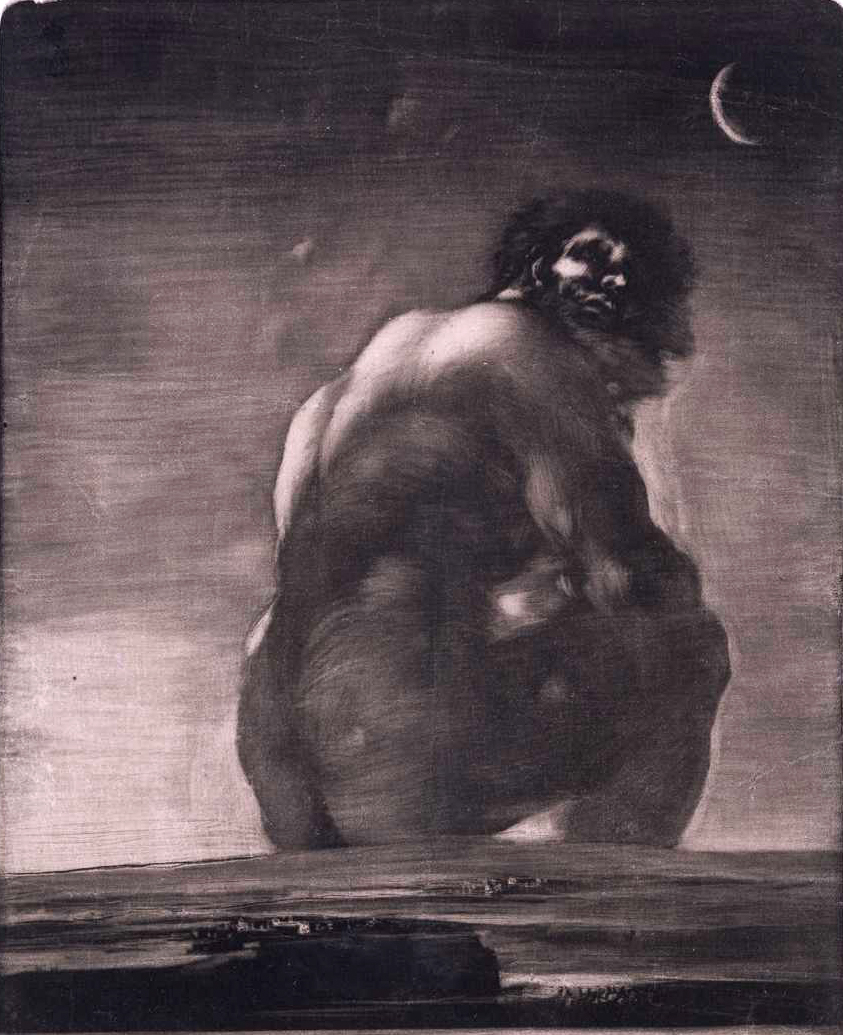
Akwatinta Siedzący olbrzym Goi z ok. 1818–1825. Według Jesusy Vegi ta praca nawiązuje do olejnego Kolosa

Technika i styl malarski przypominają czarne obrazy Goi. Dominuje czerń, gama barw jest zredukowana dla ogólnego efektu ciemności i trwogi. W tłumie postaci paleta jest zróżnicowana, z akcentami czerwieni, żółci, zieleni, błękitu i złota, które migoczą między czernią oraz w odbiciach słońca we mgle, w postaci niebieskich i szarawych przetarć. Za pomocą plam ochry malarz modeluje napięte mięśnie ramienia, torsu oraz głowę. Pociągnięcia pędzlem są szybkie i energiczne, podobnie jak zdecydowane i precyzyjne ruchy nakładające farbę szpachelką. Szerokie pociągnięcia pędzlem z dużą ilością farby są widoczne np. na głowie olbrzyma. Użycie poziomych płaszczyzn światła i cienia w dolnej kompozycji nadaje jej głębi. W przypadku olbrzyma, ten sam zabieg – lecz w pionie – podkreśla jego monumentalny rozmiar i nadaje mu autentyczność.
Źródłem inspiracji dla sylwetki olbrzyma mógł być Herakles Farnezyjski, rzeźba, którą Goya widział podczas pobytu w Rzymie, w latach 1769–1771. Malarz studiował dzieło z różnych perspektyw, jego rysunki znajdują się na kilku stronach szkicownika cuaderno italiano. W Madrycie miał także do dyspozycji ryciny wykonane na podstawie rzeźby, zwłaszcza autorstwa Hendricka Goltziusa (1558–1617), rozpowszechnione w Europie. Badania rentgenowskie obrazu wykazały, że Goya dokonał kilku zmian w kompozycji. Pierwotnie olbrzym stał przodem do widza, z lewym ramieniem opartym na biodrze, w postawie podobnej do Heraklesa Farnezyjskiego. Ta pozycja przypomina również Herkulesa Francisca de Zurbarána z Pałacu Buen Retiro w Madrycie. Ostateczna postura olbrzyma jest bardziej majestatyczna i tajemnicza. W dolnej części po prawej stronie, gdzie widoczne są gęste zarośla, wcześniej był nagi, zaśnieżony teren, być może bardziej zbliżony do krajobrazu Pirenejów.
Obraz jest też powiązany z akwatintą Siedzący olbrzym datowanym na lata 1808–1818, gdzie ta sama postać pojawia się siedząca i odwrócona plecami. Ponadto analogiczną do Kolosa figurę wykonał Johann Heinrich Füssli (Polifem oszukany przez Odyseusza, 1803), choć w tym przypadku mamy do czynienia ze słabą, przygnębioną postacią. Analogiczna pionowa kompozycja z podziałem na plany i rozproszonymi ludźmi w dolnej części obrazu znajduje się na obrazie Goi pt. Balon.

## Atrybucja
Tradycyjnie obraz jest przypisywany Goi, jego autorstwo nie było kwestionowane do 2001, kiedy Manuela Mena, dyrektorka działu konserwacji zabytków XVIII-wiecznych Muzeum Prado i brytyjska historyczka sztuki Juliet Wilson Bareau podały w wątpliwość atrybucję Kolosa i Mleczarki z Bordeaux. Te spostrzeżenia spotkały się ze sprzeciwem i krytyką ze strony innych historyków sztuki i specjalistów w dziedzinie życia i twórczości Goi, takich jak: Nigel Glendinning, Juan Carlos Ruiz Souza, Valeriano Bozal, Fernando Marías Franco, Fernando Checa, Antonio Bonet Correa, José Milicua i Jesusa Vega. W polemice na łamach dziennika „ABC” oraz innych publikacji i czasopism o sztuce, historycy zarzucali Menie i Wilson Bareau kierowanie się intuicją przy braku konkretnych argumentów i wyczerpujących badań. Debata była kontynuowana, aż w czerwcu 2008 Muzeum Prado wydało oficjalny komunikat prasowy w dzienniku „ABC”, w którym Manuela Mena stwierdziła „z niemal całkowitą pewnością”, że Kolos jest dziełem malarza Asensia Julià, ucznia i przyjaciela Goi. Kolos został wykluczony z organizowanej w tym samym roku w Prado wystawy Goya en tiempos de guerra (Goya w czasach wojny). 
Argumentami muzeum były m.in. błędy w perspektywie Kolosa, których ich zdaniem nie dopuściłby się Goya oraz grube pociągnięcia pędzlem w anatomii olbrzyma, podczas gdy Goya zazwyczaj malował z dbałością o szczegóły anatomiczne. Inne nieścisłości to jeździec spadający z konia w pozycji, która przeczy prawom fizyki oraz rozmyte kontury krajobrazu otaczającego olbrzyma, podczas gdy styl Goi (np. w pejzażach na projektach do tapiserii) był bardziej drobiazgowy. Radiografie obrazu ujawniły liczne poprawki, nietypowe dla Goi, którego proces twórczy był bardziej zdeterminowany. Kluczowym argumentem miała być obecność rzekomych inicjałów A.J. (w kaligrafii z epoki) w lewym dolnym rogu obrazu, które miały wskazywać na malarza Asensia Julià jako autora. Konkluzje Meny poparł Francisco Calvo Serraller uznając obraz za namalowany w stylu Goi.
W opozycji nadal pozostawał Nigel Glendinning, angielski iberysta i ekspert od twórczości Goi, i inni historycy. W lipcu 2008 Glendinning po raz kolejny sprzeciwił się stanowisku Prado sugerując, że muzeum pochopnie zaakceptowało wnioski wyciągnięte bez wyczerpujących badań. Odrzucił możliwość autorstwa Juliá tłumacząc, że argumenty Manueli Meny są zbyt subiektywne i nie opierają się na metodach badawczych właściwych dla historii sztuki. W dzienniku „ABC” odpowiedział na wszystkie argumenty muzeum, zwłaszcza ten dotyczący znajdujących się na obrazie rzekomych inicjałów A.J., które konserwatorka przypisała Asensiowi Julià. Glendinning przedstawił dawną fotografię obrazu, na której według niego widać, że A i J to nie litery, lecz cyfry 1 i 7 (lub niedomknięte 8), obok których widać również możliwy zarys cyfry 6. Razem tworzą one liczbę 176 lub 18, którą Glendinning uważa za numer katalogowy, obecny również na innych dziełach Goi. Numer ten miał zostać naniesiony na płótno przy okazji inwentaryzacji, którą przeprowadził Goya ze swoim synem Javierem w 1812, po śmierci żony artysty Josefy Bayeu. Ponadto współcześni Goi malarze składali na obrazach swój podpis, a nie inicjały. Jesusa Vega i Jonathan Brown zwracają uwagę, że nie przestudiowano dzieł Asensia Juliá w celu poparcia tej atrybucji. Matías Díaz Padrón dodaje, że znanych jest co najmniej trzech uczniów Goi, którzy tworzyli dzieła o znacznie wyższej jakości niż Asensio Juliá.

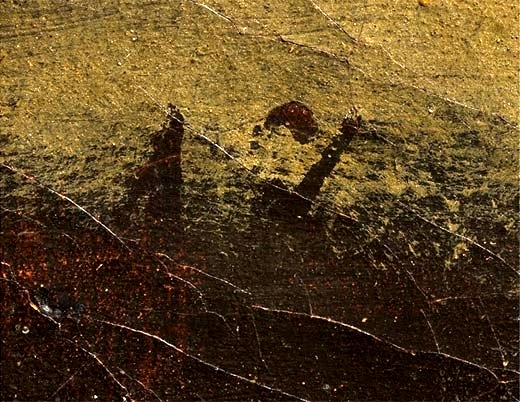
Inicjały A.J. lub numer katalogowy 176 (albo 18) na płótnie Kolosa
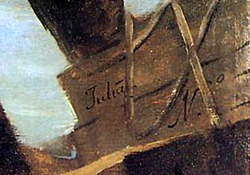
Przykład podpisu Asensia Julià na obrazie El náufrago
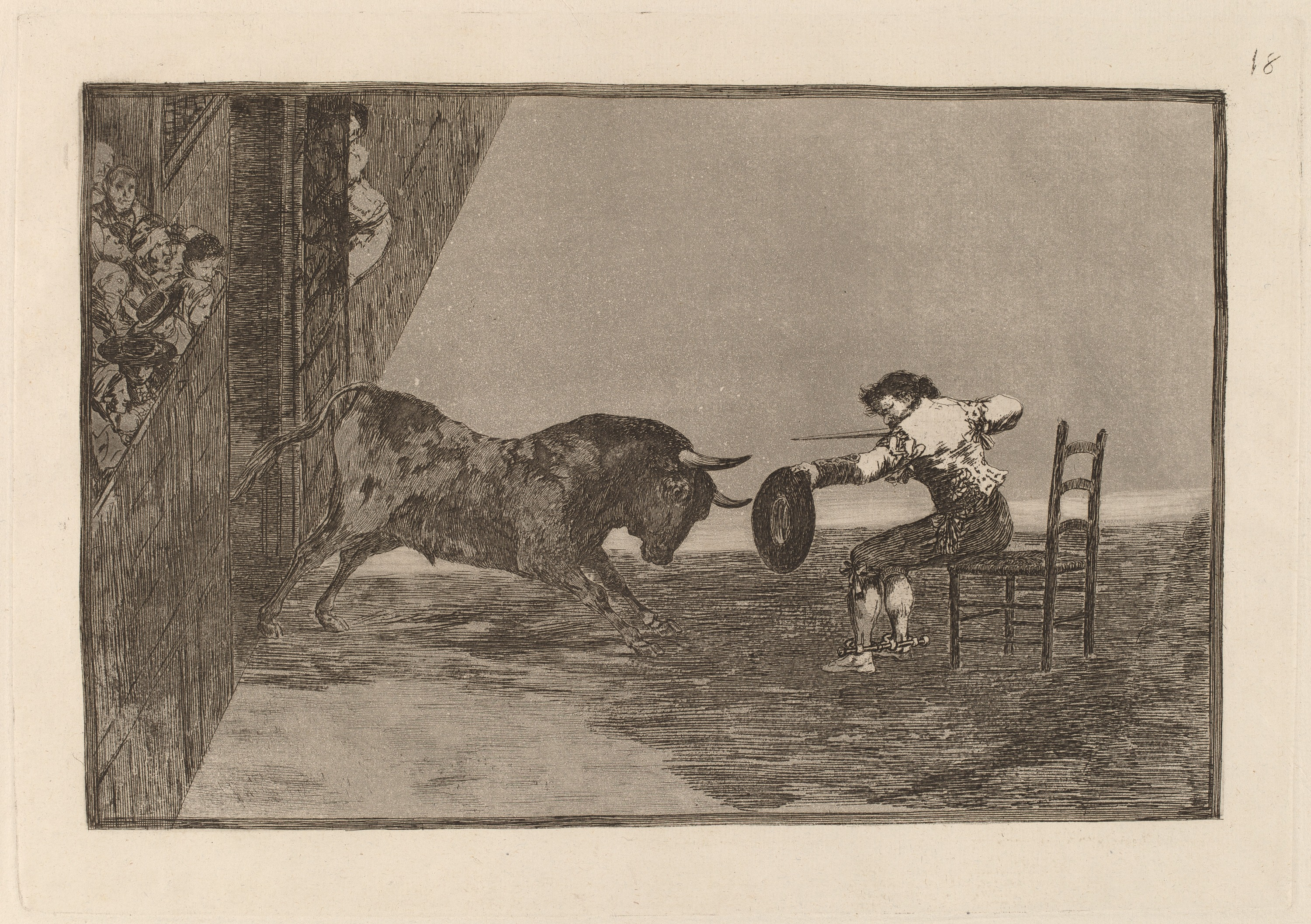
Rycina nr. 18 Tauromachii, przykład niedomkniętej ósemki w kaligrafii malarza

Glendinning uważa również, że porównywanie konturów pejzażu Kolosa z Pirenejami na projektach tapiserii wykonanych przez Goyę jest niewłaściwe. Malowidła, które służyły za wzór dla królewskich warsztatów tkackich były wykonywane ze specjalną dbałością o szczegóły i kontury, która nie była konieczna w przypadku dzieł malarskich o innym przeznaczeniu. Poza tym Goya nigdy nie widział Pirenejów; pejzaż z Kolosa jest raczej bliższy łańcuchom górskim Aragonii, z której pochodził malarz i gdzie przebywał w okresie hiszpańskiej wojny niepodległościowej. Oglądając madrycki pejzaż obrazu Szarża mameluków przy Puerta del Sol widać, że malarz nie oddał wiernie krajobrazu, który znał doskonale. Glendinning uważa, że znajomość anatomii nie była u Goi tak perfekcyjna, jak podaje Manuela Mena. Artyście zdarzały się błędy np. w oddawaniu muskulatury, do której nie przywiązywał tak dużej uwagi. Amerykańska historyczka Barbara Rose dodaje, że Goya był bardziej ekspresjonistyczny niż dokładny w przedstawieniu ludzkiej postaci i prawdopodobnie nikt nie pozował do Kolosa, który powstał z wyobraźni. To samo dotyczy przedstawionych na obrazie zwierząt. Według Glendinninga ważniejsze jest to, że biegną one w innym kierunku niż ludzie oraz chaos i przerażenie, którego są częścią, a nie szczegóły ich anatomii. Jonathan Brown krytykował, że Manuela Mena porównywała Kolosa do obrazów powstałych na zlecenie i dla królewskiego dworu, zamiast tych, które Goya namalował dla siebie, charakteryzujących się swobodnym stylem i techniką.
Glendinning zaznacza również, że Goya namalował inną alegorię wojny tych samych rozmiarów, aby zmobilizować Hiszpanów przeciwko inwazji napoleońskiej. Zaginiony obraz pt. Orzeł należał do syna Goi i przedstawiał ludzi uciekających przed orłem. Dzieło to dowodzi, że artysta malował alegoryczne obrazy o tematyce zbliżonej do Kolosa.
Jesusa Vega, historyczka sztuki z Uniwersytetu Complutense w Madrycie opublikowała artykuł zatytułowany El Coloso es de Francisco de Goya (Kolos jest Francisca Goi), w którym wyraziła obawę, że negując autorstwo Goi, Prado odbiera artyście prawo do tworzenia nowych technik malarskich, zmiany stylu i realizowania nowych tematów. Uważa, że tematyka, kompozycja i klimat Kolosa komponują się z innymi dziełami Goi z okresu hiszpańskiej wojny niepodległościowej i przywodzą na myśl późniejszy cykl czarnych obrazów. Przypomina również, że przeprowadzone badania pigmentów i płótna obrazu wskazują na okres twórczości Goi.
Vega potwierdza, że w lewym dolnym rogu obrazu znajdują się cyfry z inwentarza naniesione najprawdopodobniej przez artystę. Według Vegi jest to liczba 18 – wyraźne 1 i „niedomknięta” na górze ósemka, podobna do innych ósemek Goi, np. tej na rycinie nr. 18 z serii Tauromachia. Ten fragment obrazu jest najbardziej zniszczony, Vega uważa, że XIX-wieczny restaurator dzieła Vicente Poleró próbował odsłonić znajdujący się poniżej podpis artysty, co mu się jednak nie udało, a w konsekwencji cyfry stały się nieczytelne. Zaznacza również, że Goya nie kopiowałby pomysłu innego malarza, gdyż cechowała go oryginalność w doborze tematu, w przeciwieństwie do Asensia Julià.
Vega wskazuje także widoczny dialog pomiędzy olejnym Kolosem a ryciną o tym samym tytule, powstałą kilka lat później. Widzimy na niej nagiego olbrzyma siedzącego być może nad brzegiem morza; odwrócony plecami w zamyśleniu spogląda na księżyc. Widoczne jest wyraźne podobieństwo w przedstawieniu obu postaci. Około 1818 Goya ukrył tę rycinę w zamurowanej szafce w Domu Głuchego, razem z dokumentami innymi rycinami i Portretem Rity Luny. Data ukrycia sugeruje kontekst polityczny ryciny, związanej prawdopodobnie z trudnym okresem restauracji Ferdynanda VII i prześladowań liberałów.
W styczniu 2009 Prado wydało orzeczenie, w którym stwierdzono, że Kolos jest dziełem jednego z uczniów lub naśladowców Goi, możliwe, że był to Asensio Julià, jednak nie ma na to wystarczających dowodów. Przeciwnicy tego oświadczenia (m.in. historyk sztuki José Manuel Pita Andrade) zaapelowali, aby obraz dalej był wystawiany i aby znajdował się w salach poświęconych Goi. W marcu 2009, Glendinning i Vega opublikowali wspólny artykuł zatytułowany ¿Un fracasado intento de descatalogar El coloso por el Museo del Prado? (Nieudana próba wykluczenia Kolosa przez Muzeum Prado?), w którym dobitnie krytykują metodologię i argumenty Manueli Meny oraz postawę muzeum. W lipcu 2009 liczne uniwersytety hiszpańskie i znawcy Goi wystosowali manifest popierający opinie Nigela Glendinninga oraz autorstwo Goi.
W lipcu 2021 Prado prezentując reorganizację sal sztuki XIX-wiecznej, ogłosiło przywrócenie atrybucji Kolosa Franciscowi Goi.

## Proweniencja
Obraz trafił do zbiorów Muzeum Prado w 1931 roku, jako jedna z wielu pozycji w kolekcji dzieł sztuki przekazanych testamentem Pedra Fernándeza Durána y Bernalda de Quirósa (1846–1930), syna markizów de Perales i de Tolosa. Najstarsze znane źródło, które wymienia Kolosa jako dzieło Goi to inwentarz wykonany przez artystę i jego syna w 1812 roku po śmierci żony malarza. Inwentarz został opublikowany w 1946 przez Francisca Javiera Sáncheza Cantóna. Figuruje w nim obraz zatytułowany Un gigante (Olbrzym), który wymiarami odpowiada Kolosowi. Obraz jest oznaczony literą X (od imienia Xaviera Goi, syna artysty) i numerem 18.
Odziedziczony przez Javiera Goyę obraz przeszedł do rodziny Fernández Durán, która znała malarza osobiście. Goya wykonał kilka portretów członków tej rodziny (m.in. Miguel Fernández Durán, markiz de Tolosa), z których jeden był profesorem sztuki na Akademii św. Ferdynanda w tym samym czasie co Goya. Obraz otrzymał Miguel Fernández Durán Fernández de Pinedo y Bizarrón markiz de Perales del Río (1751–1831). Dzieło jest również wymienione jako „Profetyczna alegoria okropności wojny niepodległościowej. Oryginał Goi, wymiary 1,15 × 1,[0]3 i wartość 1500 peset)” w testamencie synowej Miguela, Franciski de Paula Bernaldo de Quirós, markizy de Perales y Tolosa. Testament pochodzi z 1874 roku, a Francisca była matką lub babką Pedra Fernándeza Durána, który odziedziczył obraz, a następnie w 1923 roku zapisał w spadku (wraz z wieloma innymi obrazami i dziełami sztuki) Muzeum Prado, które przejęło go 2 września 1930 roku.